# Parc national Samarskaïa Louka
Le parc national Samarskaïa Luka  (russe : Самарская Лука национальный парк) (en français, « boucle de Samara ») couvre la majeure partie de la péninsule formée par le virage à 180 degrés formé par la courbe de la Volga qui coule autour des monts Jigouli, près des villes de Samara et Jigouliovsk, dans l'oblast de Samara. Le parc national a été créé en 1984 et couvre 1 340 km2. La rive nord de la courbe est située sur le réservoir de Kouïbychev, la rive sud donne sur le réservoir de Saratov, et la rive nord est frontalière avec la réserve naturelle Jigouli. Le parc est culturellement important en raison de sa centralité et de ses peuplades depuis l'Antiquité, et de sa valeur scientifique résultant de la diversité de ses habitats. Le territoire fait partie du complexe de Biosphère de la Moyenne Volga.

## Topographie
La boucle de Samara est située à la réunion de deux régions géologiques : le plateau de la Volga, et les plaines de Basse Volga. Les réservoirs de Kouïbychev et de Saratov forment au nord et au sud les frontières du parc. 

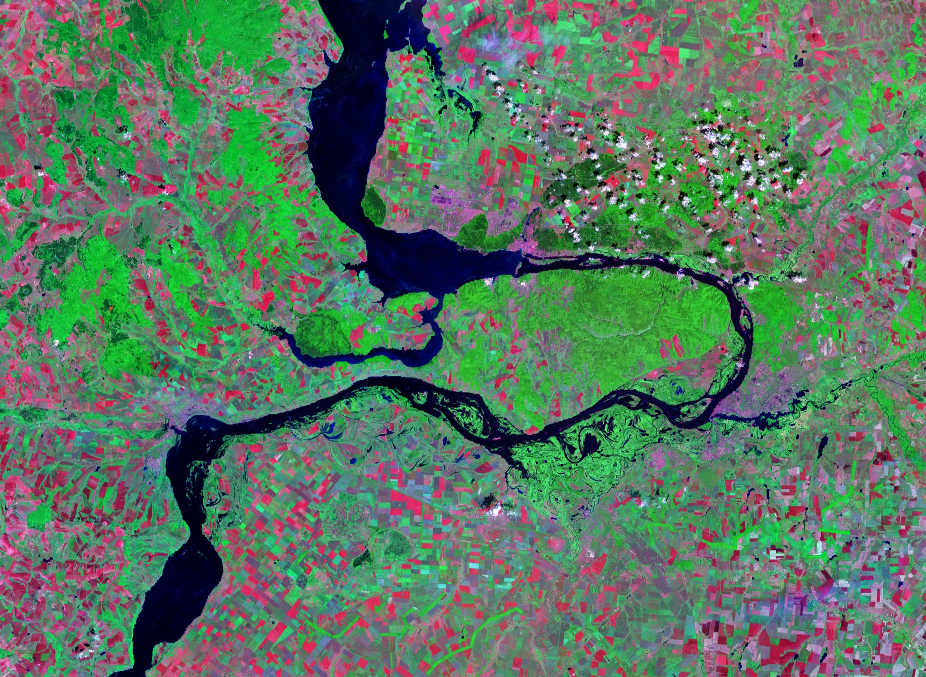
La courbe de Samara de la Volga. Le Parc national Samarskaïa Luka (en fausses couleurs) couvre l'ensemble de la péninsule, à l'exception de la section centrale au nord (en vert), qui est la réserve naturelle intégrale Jigouli.

Le détour de la Volga autour des monts Jigouli fait près de 200 km de longueur. Les monts Jigouli sont une formation karstique (calcaire) ayant une hauteur moyenne d'environ 300 mètres. Environ 18 % du parc national se trouve dans la région montagneuse des Jigouli au nord, 8 % sur les plaines de la Volga au sud, et le reste est composé de forêt et de steppe. Dans la partie orientale du parc, l'effritement de la pierre calcaire a laissé plus de 500 cratères de plus de 1 mètre à 100 mètres de largeur et 1 mètre à 20 mètres de profondeur.

## Écorégion et climat
Le parc national Samarskaïa Luka se trouve dans l'écorégion « forêts de steppes de l'Europe orientale », une zone de transition entre les forêts de feuillus au nord et les prairies au sud, coupant le milieu de l'Europe de l'Est de la Bulgarie jusqu'en Russie. Cette steppe boisée est caractérisée par une mosaïque de forêts, de steppes, et de zones humides.
Le climat de Samarskaïa Louka est de type climat continental humide (classification climatique de Köppen), caractérisée par de fortes fluctuations de température, en journées ou dans l'année, avec des étés doux et des hivers froids et enneigés. Le mois le plus froid est janvier (−10 °C en moyenne); le mois le plus chaud est juillet (+20 °C). La moyenne des précipitations est de 556 mm. La période sans gel est de 156 jours. 
Courbe de Samara, Oblast de Samara, Russie

## Flore
En raison de la complexité et de la centralité de l'habitat, la biodiversité est élevée. Les communautés végétales comprennent la steppe, les forêts de pins, les forêts de feuillus, des prairies et des plaines inondables. Plus de 1 500 espèces de plantes vasculaires ont été recensées dans le parc. Les arbres sont presque tous feuillus - à 97 % : tilleul, chêne et bouleau surtout. Les 3 % de conifères sont de petits peuplements clairsemés de pins sylvestres trouvés sur les pentes plus élevées et sur des zones calcaires.

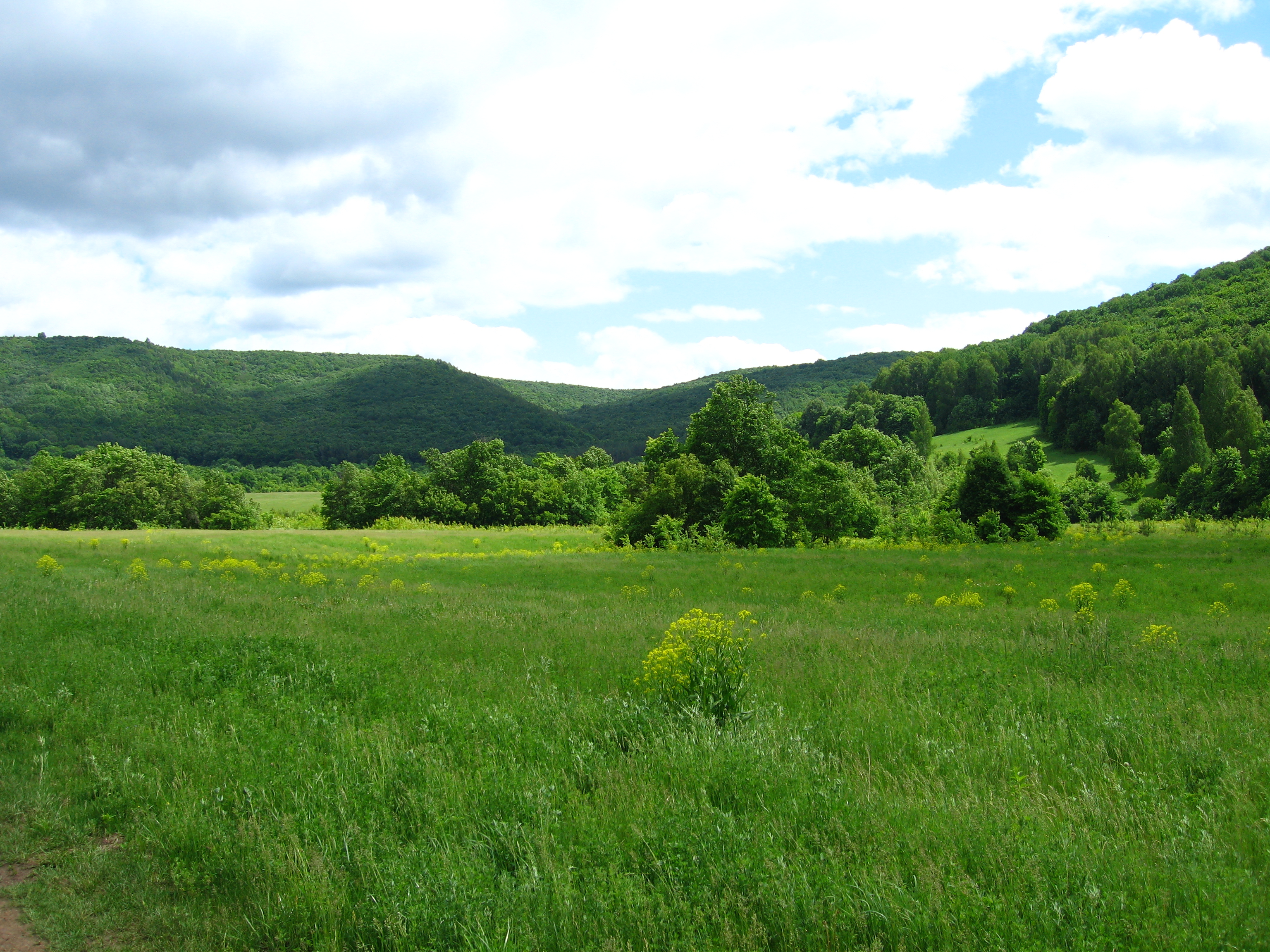
Collines Jigouli, au nord-est de Samarskaïa Louka
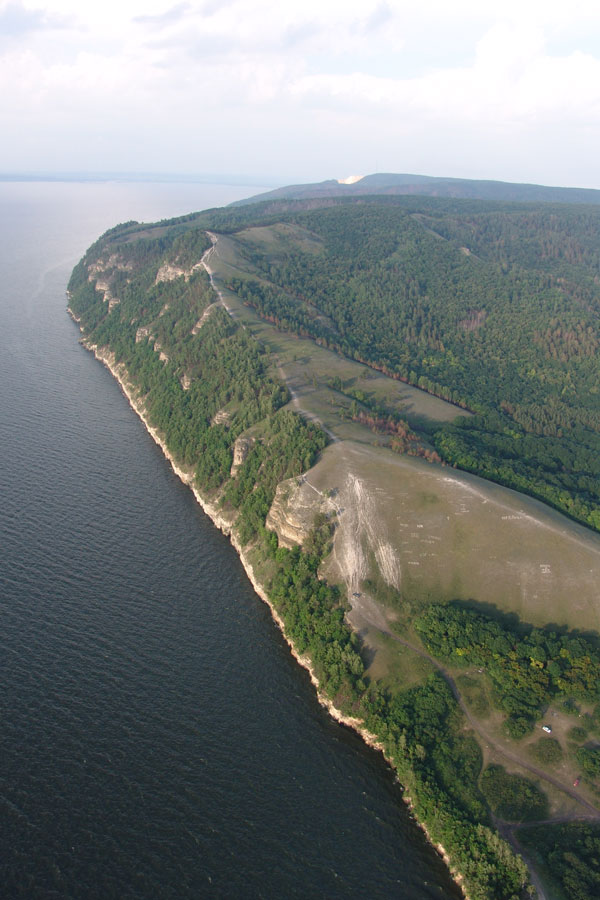
Molodetsky Kurgan, au nord-ouest de la courbe de Samara, en regardant vers l'est
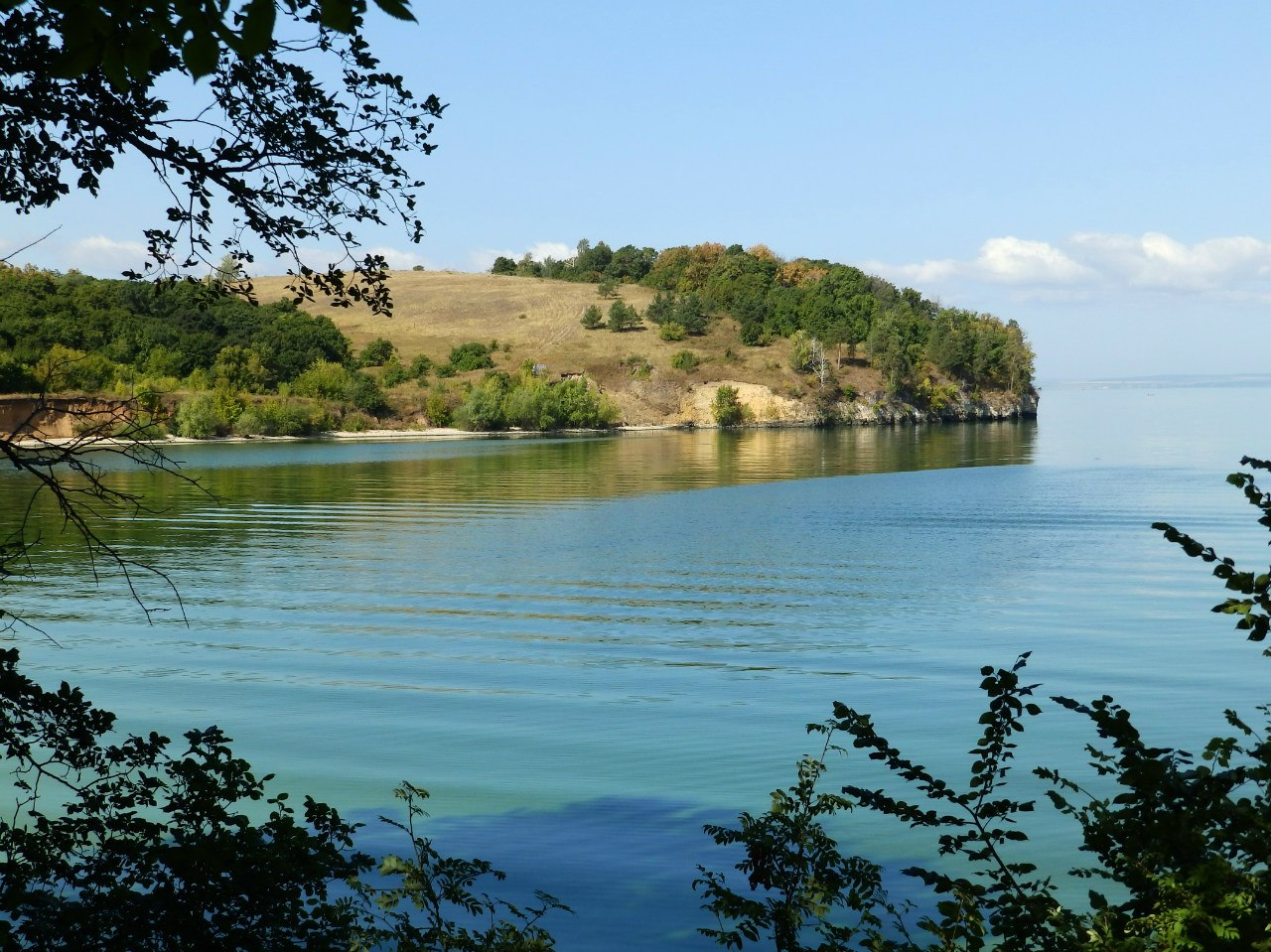
Monticule Usinsk, à l'extrême nord-ouest du parc

## Faune
Une caractéristique notable des vertébrés du parc, est que 30 % des espèces vivent toujours au bord de leurs milieux originels. Des espèces du nord de la taïga, comme la chouette de l'Oural, peuvent être trouvées à proximité d'espèces de steppes du sud, comme le guêpier d'Europe.

## Tourisme
Le parc est populaire auprès des touristes pour la randonnée et les loisirs. Le camping et les feux sont interdits le long des sentiers et des zones protégées du parc.
Les sentiers et points de repère populaires comprennent:
- Kourgane Molodetsky. À 200 mètres en haut de la crête qui court le long de la Volga, sur la frontière nord-ouest du parc.
- Colline Deviat. Promontoire de roches calcaires à l'extrémité ouest de la chaîne Molodetsky.
- Monticule Usinsk. ("Colline du Gâteau"). En face de la colline Deviat, sur une petite baie.
- Chemin de Pierre. Zone de dépressions rocheuses calcaires et sources d'eau minérale, avec une petite chapelle de Saint-Nicolas (incluse sur la route de pèlerinage de saint-sites à Samara)[5].
- Visite du Musée. Il y a six musées sur le site du parc, consacrés à la culture et à la nature de la Courbe de Samara et à son histoire.
- Sentier du lac des Sorcières. 2 km de sentier écologique, appropriés pour les enfants, avec panneaux d'interprétation sur l'environnement naturel et les mythes antiques de la région.
- Grottes Stefan Razan. Grottes de calcaire avec histoire et légende.